# Еврейский квартал (Тршебич)
Еврейский квартал в Тршебиче (чеш. židovská čtvrť v Třebíči) — памятник мирового наследия ЮНЕСКО на территории Чешской Республики. Один из наиболее сохранившихся еврейских кварталов в Европе. Тршебичевский еврейский квартал — единственный еврейский памятник за пределами Израиля, объявленный памятником ЮНЕСКО. Квартал является ценным в целом, с особенно оригинальной исторической планировкой. Находится в городе Тршебич края Высочина Чехии, на левом берегу реки Йиглава.
Застройка квартала является примером максимально застроенной площади. Дома, как правило, не имеют двориков и хозяйственных построек, отсутствуют сады. Исключением является бывший Субаков сад (чеш. Subakova zahrada), который возник на месте одного из снесённых домов. Дома вплотную прилегают к друг другу, между ними узкие тёмные пространства для прохода, в том числе проход на другую улицу может пролегать через нижнюю нежилую часть дома. Извилистые улочки, оригинальные здания, арки и многие другие элементы эпохи Возрождения и барокко составляют уникальный архитектурный памятник. Ратуша, раввинат, больница и большинство других памятников сегодня не служат своим первоначальным целям.

## История
Первое упоминание о еврейском квартале появилось в 1410 году в краевой книге Йиглавы. В документах упоминалось о нескольких еврейских семьях. Еврейская община задокументирована в XVI веке. С конца XVIII века еврейский квартал был одной из крупнейших еврейских общин в Моравии. В 1799 году насчитывалось 1770 жителей, в 1848 году — 1612 человек иудеев, в 1900 году только лишь 663 человек, в 1930 году всего 300 человек.
После Второй мировой войны в еврейском квартале в Тршебиче жило только несколько евреев.
В 1556 году в еврейском квартале было 19 домов, после более чем 120. В 1639-1642 годы была построена Старая синагога, также известная как Передняя. Новая (Задняя) синагога датируется 1669 г. Примерно в то же время было заложено местное еврейское кладбище над Тынским потоком (документально оформлено в 1636 году).
Еврейский квартал страдал от частых наводнений и пожаров. При большом потопе в 1775 году вода доходила до вторых этажей, ощутимым свидетельством чего в настоящее время являются канавки в камнях кладки дверей некоторых домов. Большой потоп ещё был в 1985 году. В 1923 г. была сделана реконструкция набережной, которая выдержала до 2010 года. В 2010 году проводилась реконструкция берега Йиглавы и установлены мобильные дамбы против наводнения. Во время большого пожара в 1821 году (3 мая) сгорели сотни домов и даже крыши двух синагог. Следующий большой пожар в 1873 году уничтожил 23 дома, а последний большой пожар состоялся в 1944 году в кожевенном заводе Субакова.

В 1528 году евреи были изгнаны из своих домов Яном Йетржихом. В 1547 город вернулся во владение Яну IV из Пернштейна, и он продолжил действие данного закона, устраняя тем самым конкуренцию с их стороны в торговле. При следующем владельце (Burian Osovský z Doubravice) евреи не выгонялись, а в 1561 году евреи получили свою землю в наследственное владение. В следующем году они получили разрешение на торговлю в Тршебиче в самом городе, то есть за пределами еврейского города. Последующие годы должны были стать для евреев процветающими, но помешал пожар в 1599 году, вероятно начавшийся в еврейском квартале. Екатерина из Вальдштейна (чеш. Kateřina z Valdštejna) — следующая владелица — поддерживала с новым мэром еврейского города (Моисей Налейте, избранный в р. 1638 г.) хорошие корреспондентские отношения. Позже происходили нападения на евреев Тршебиче, в 1663 году несколько домов было разграблено турецкими войсками. В более поздние годы евреи были снова ограничены в правах, ограничения снял Иосиф Иосифович в 1708, установив ряд выгодных и невыгодных правил для тршебических евреев. В частности, евреи были вынуждены сократить высоту синагоги, так как праздничные огни могли оскорбить жену тршебического владельца. 30 мая 1759 в Доме купца Бауэр в еврейском городе возник большой пожар, который распространился на дома в самом городе Тршебич. В 1799 году постановили, что каждый еврей должен получить фамилию.

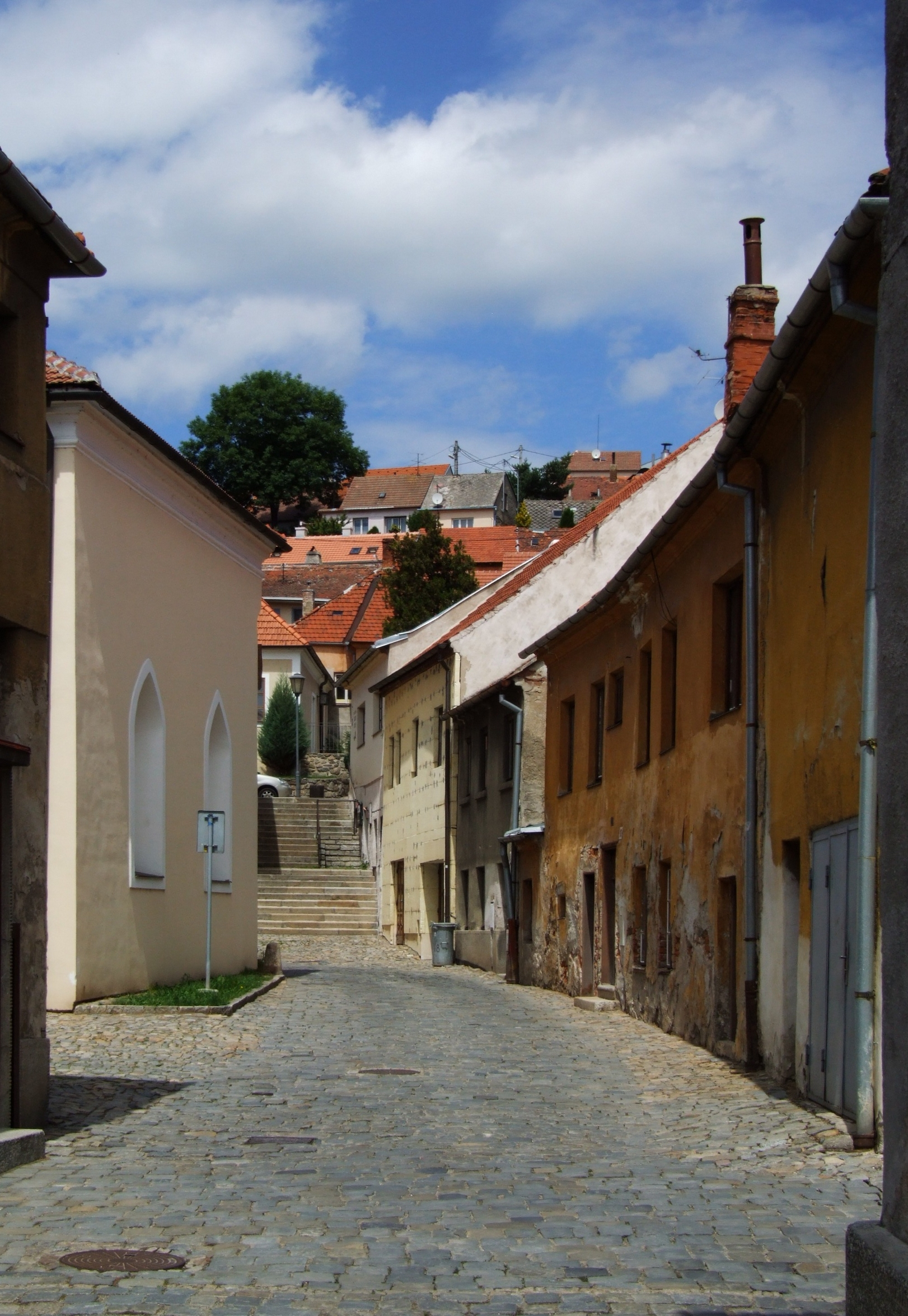
Еврейский квартал сегодня

В 1805 году евреи были атакованы снова, они должны были заплатить огромный выкуп французским войскам, продвигавшимся через Тршебич к Аустерлицу. В 1811 году произошло национальное банкротство, которое для евреев «было не катастрофа, а прибыль». В 1821 году снова почти весь еврейский квартал сгорел в большом пожаре, а в 1830 году случился большой потоп — оба эти события быстро уничтожили денежные накопления и различные фонды состоятельных евреев. В 1848 году евреям были предоставлены равные права с христианами. Годом позднее еврейский квартал стал независимым еврейским городом со своим собственным мэром. Евреи могли переехать в дома на площади Тршебича — уроженцы города возмущались, и часто происходили насильственные действия. Были также и антиеврейские выступления, стычки накалились в 1850 году с открытием первого еврейского магазина на Карловой площади Тршебича, где богатые евреи скупили дома. Окна этого дома были разбиты, товары выброшены, не избежали этой участи и другие дома на площади. К 1861 г. евреи получили полное равенство с христианами и начали смешиваться с ними в бывшем еврейском городе. Дома в еврейском квартале стали продаваться рабочим Тршебича.
После Второй мировой войны еврейский квартал практически обезлюдел. Все тршебические евреи были отправлены в Терезин: 18 мая 1942 года 720 человек, и 22 мая 1942 года 650 человек. Многие были отправлены в концентрационные лагеря, в основном в Освенцим. Некоторые жители смогли уехать в испанский город Сагунто. После войны в Тршебич вернулось примерно десять бывших жителей.

## Объекты и памятники

#### Дом № 2 на улице Леопольда Покорнего
При входе в еврейский квартал стоит сохранившееся здание в ренессансном стиле с небольшой аркадой на трёх каменных столбах. Этот дом создавал ворота между еврейским кварталом и христианским районом города. Ворота с цепями, растянутыми по улицам Blahoslavova, Na Výsluní a Pomezní, закрывали гетто в ночное время, по субботам, воскресеньям и во время религиозных праздников обеих религий.

#### Дом № 5 на улице Леопольда Покорнего
Это типичный дом еврейского квартала с характерной чертой застройки моравских гетто — угловой аркадой с колонной. Ренессансное здание со сводами и опорной колонной находится на северной стороне в живописном месте. Первые этажи в большинстве еврейских домов служили в качестве торговых палаток и ремесленных мастерских, жильём служили верхние этажи. Прекрасно отремонтированный дом был справедливо объявлен памятником культуры.

#### Ратуша
С XVII века ратуша была резиденцией администрации политически независимой еврейской общины. Дом в стиле барокко, с цилиндрическим сводом и люнетами. Исторический фасад возник в 1899 году во время реконструкции по проекту архитектора Ярослава Эрзана (чеш. Jaroslav Herzán).

#### Раввинат
Раввинат служил жильём и рабочим местом раввина и находился напротив входа в Переднюю синагогу. Дом XVII века, с элементами барокко, о котором говорят своды интерьера и массивная опорная колонна фасада. Когда-то здесь были две торговые лавки, одна из них была пекарней мацы. Первым раввином тршебического гетто был Арон Неполе (чеш. Aron Nepole), о чём есть документальное подтверждение конца XVI столетия. После него на посту раввина сменилось 13 учёных мужей. При содействии раввина Иоахима Йозефа Полака (чеш. Joachim Josef Pollaka) в середине XIX века существовала тршебическая ешива.

#### Передняя синагога
Синагога, также носящая название Старая, располагается в западной части еврейского квартала. Здание в стиле барокко построено в 1639-1642 на месте деревянной старой святыни. Современный неоготический облик придан во время реконструкции в 1856-1857 годах. Синагога традиционно включала 114 мест в зале для мужчин и 80 мест для женщин на галерее. В 1953-1954 годах здание синагоги по проекту архитектора Мачела получила чехословацкая гуситская церковь и использует его по сей день. В вестибюле после войны была установлена памятная доска, описывающая прошлое синагоги и содержащая список жертв нацистского преследования в Тршебиче.

#### Дом № 25 на улице Леопольда Покорнего
Хорошо сохранившийся дом даёт нам яркое представление о первоначальном облике зданий еврейского квартала. Здание с барочной архитектурой, с балконом на каменном карнизе, с на редкость хорошо сохранившимся ампирным фасадом с пилястрами, занимательным декором и фигурными мотивами. На первом этаже сохранились кованые двери и небольшие порталы с углублёнными канавками по бокам. В этих канавках долгое время были доски, чтобы предотвратить просачивание воды внутрь во время наводнения. В этом доме жил легионер Леопольд Покорный, в честь которого названа улица.

#### Кожевенный завод Субакова
С конца XVIII столетия и до тридцатых годов XX века в постепенно возникающем комплексе зданий умещен кожевенный завод рода Субаковых, в течение XIX столетия развившийся с небольшой мануфактуры до большого завода. Предприятие было закрыто в 1931 году, а помещение завода переделано в малометражные квартиры.

#### Задняя синагога
Называемая сейчас Новой, синагога была поставлена в 1669 году. В 1837 году к её северной стороне была пристроена женская галерея (так как по еврейским традициям женщины и мужчины не находились в синагоге вместе). В 1926 году синагога была закрыта и служила складом. Пренебрежение её основным целям привело к её плачевному состоянию в 80-е годы XX столетия. Сложный и дорогой капитальный ремонт был завершён в 1997 году торжественным открытием синагоги. В интерьере примечательны интересные фрески XVIII века. Сегодня синагога открыта и используется для выставок, концертов и других культурных мероприятий. В помещении женской галереи находится постоянная экспозиция, посвящённая еврейской культуре и содержащая ценные предметы повседневной и религиозной жизни, оборванной Холокостом.

#### Богадельня
Это здание, изначально выполненное в стиле барокко, со сложной планировкой, имеющее несколько входов и выходов на различной высоте, документированно является так называемым кондоминиумом, горизонтально и вертикально разделённым на несколько владельцев. Дом служил богадельней еврейской общине, которая существовала на протяжении XIX века.

#### Больница
Больница появилась в еврейском квартале в новое время. В начале XIX века лечились в муниципалитете (чеш. obecní dům). Одноэтажное здание на 24 пациента еврейская община позволила поставить в 1852 г. Больница в то время имела современное оборудование и инструменты. От здания больницы ведут вниз сохранившиеся ступеньки, выложенные брусчаткой.

## Галерея

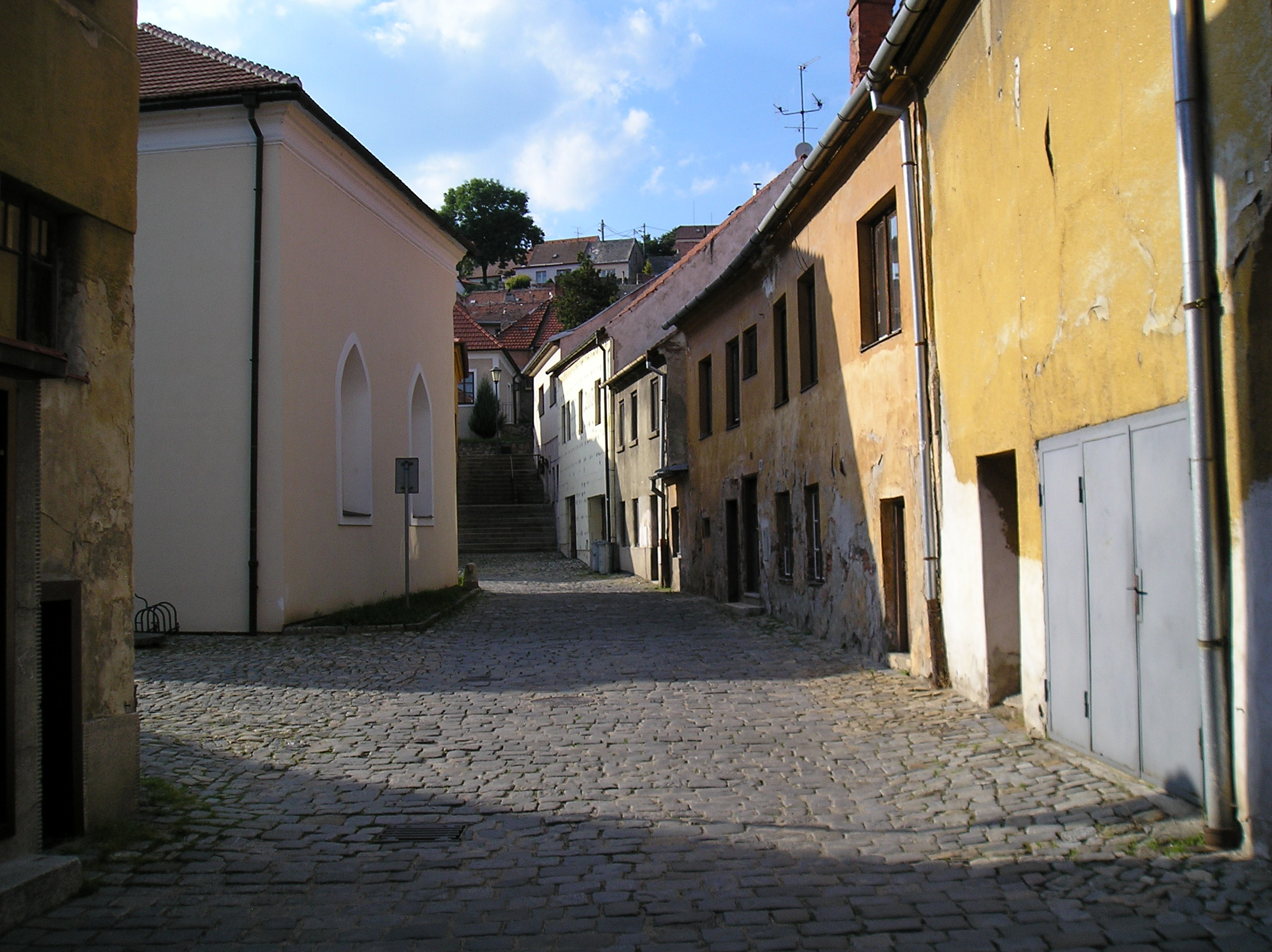
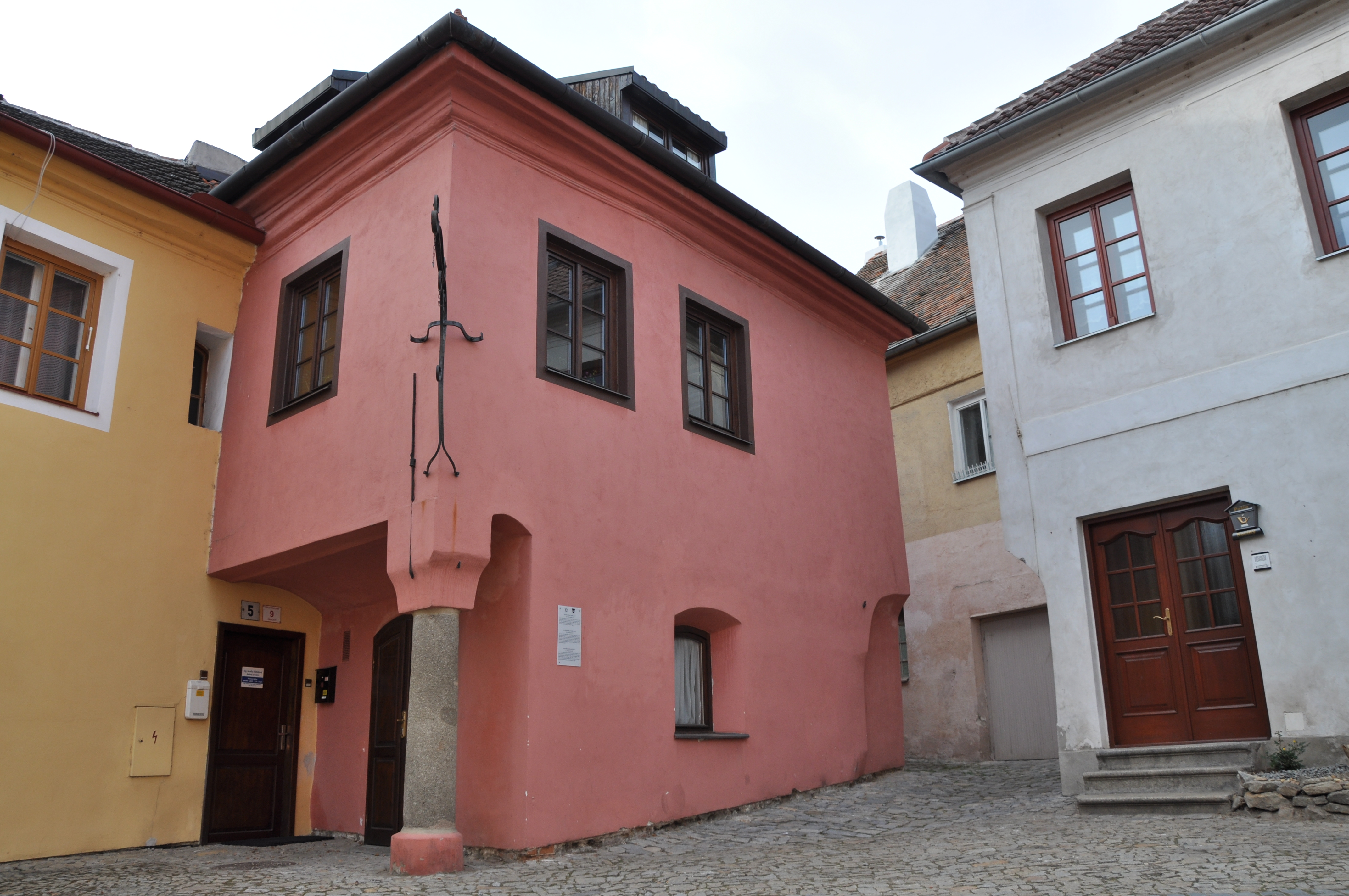
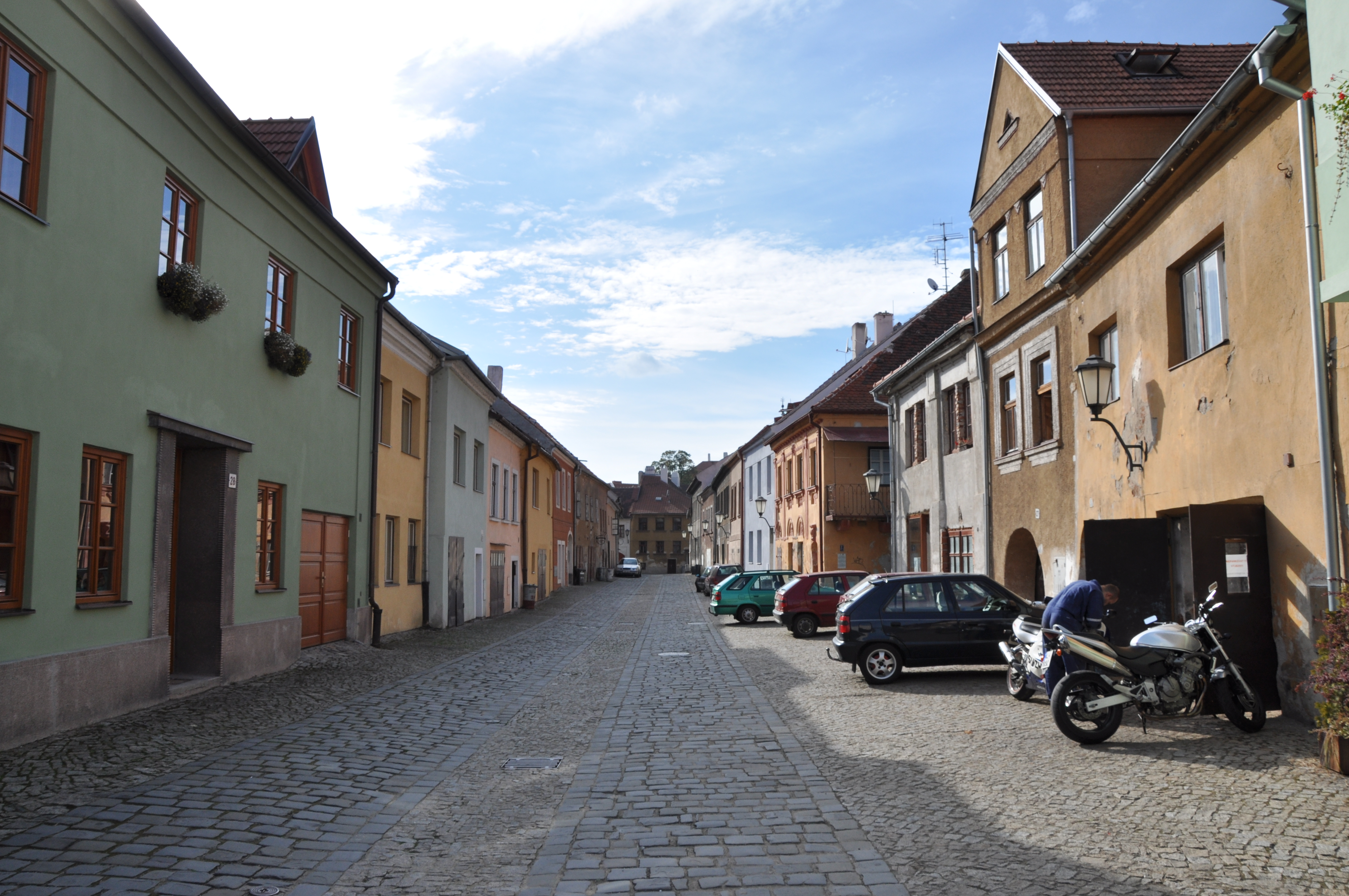
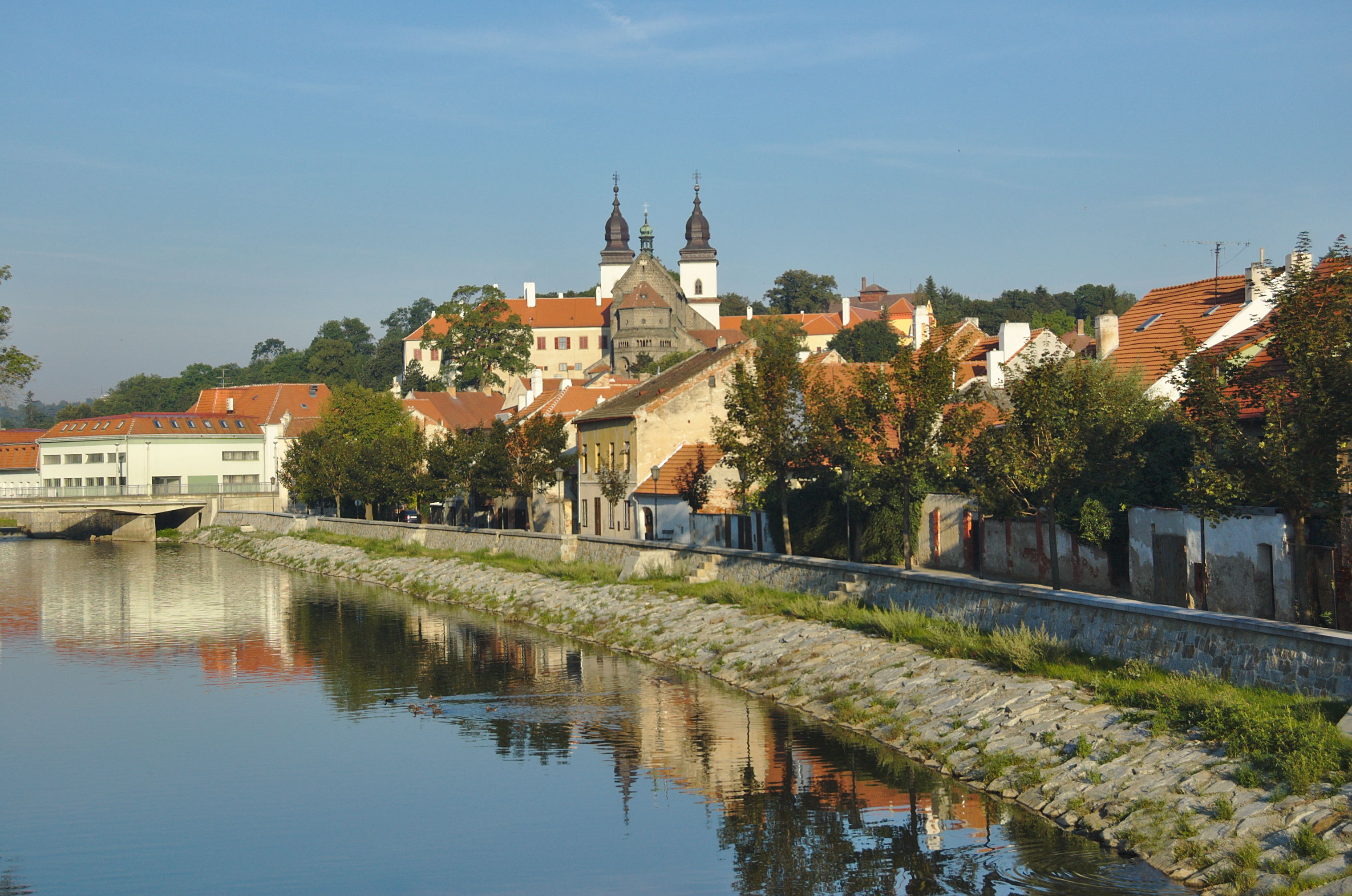
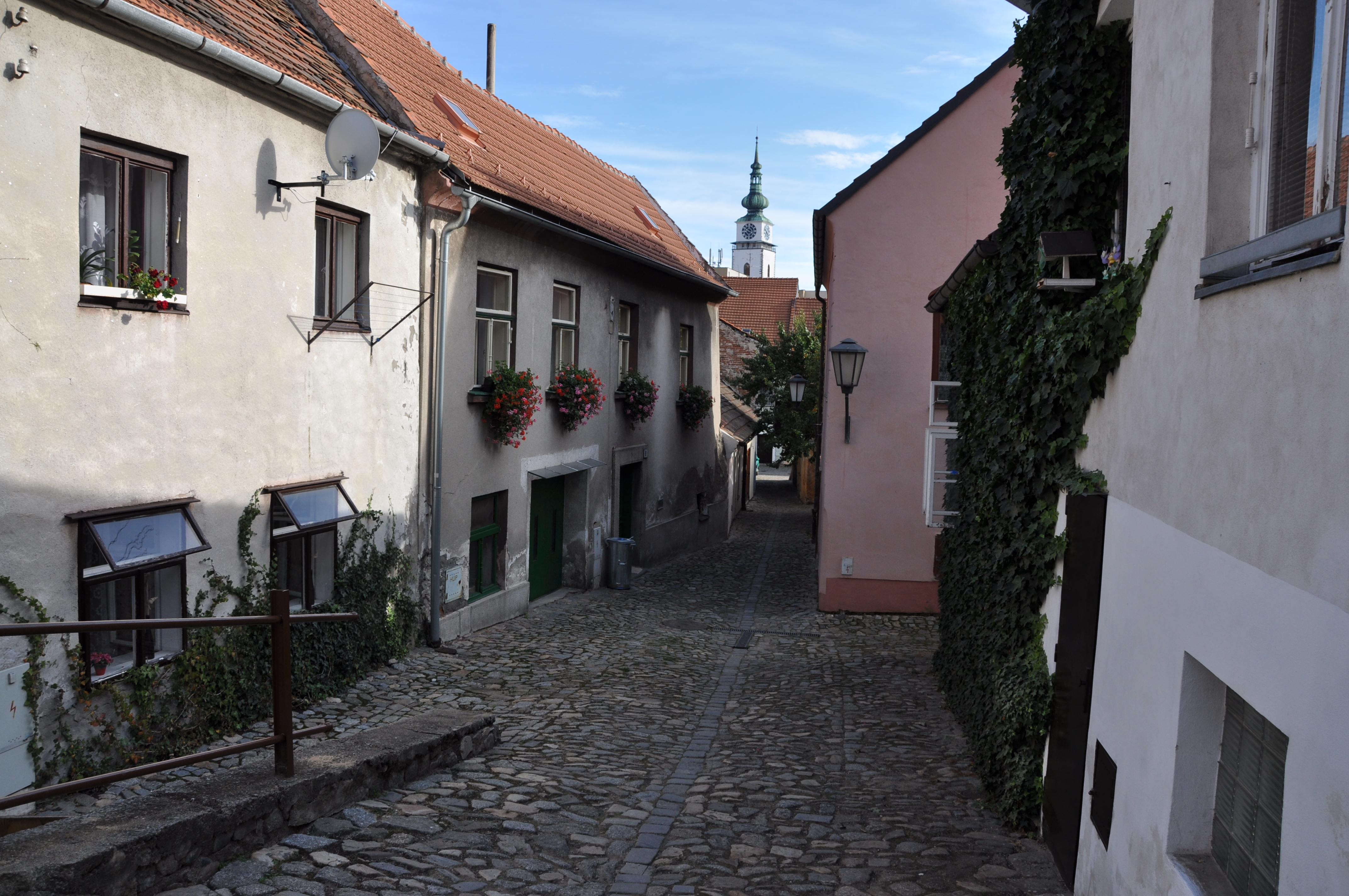
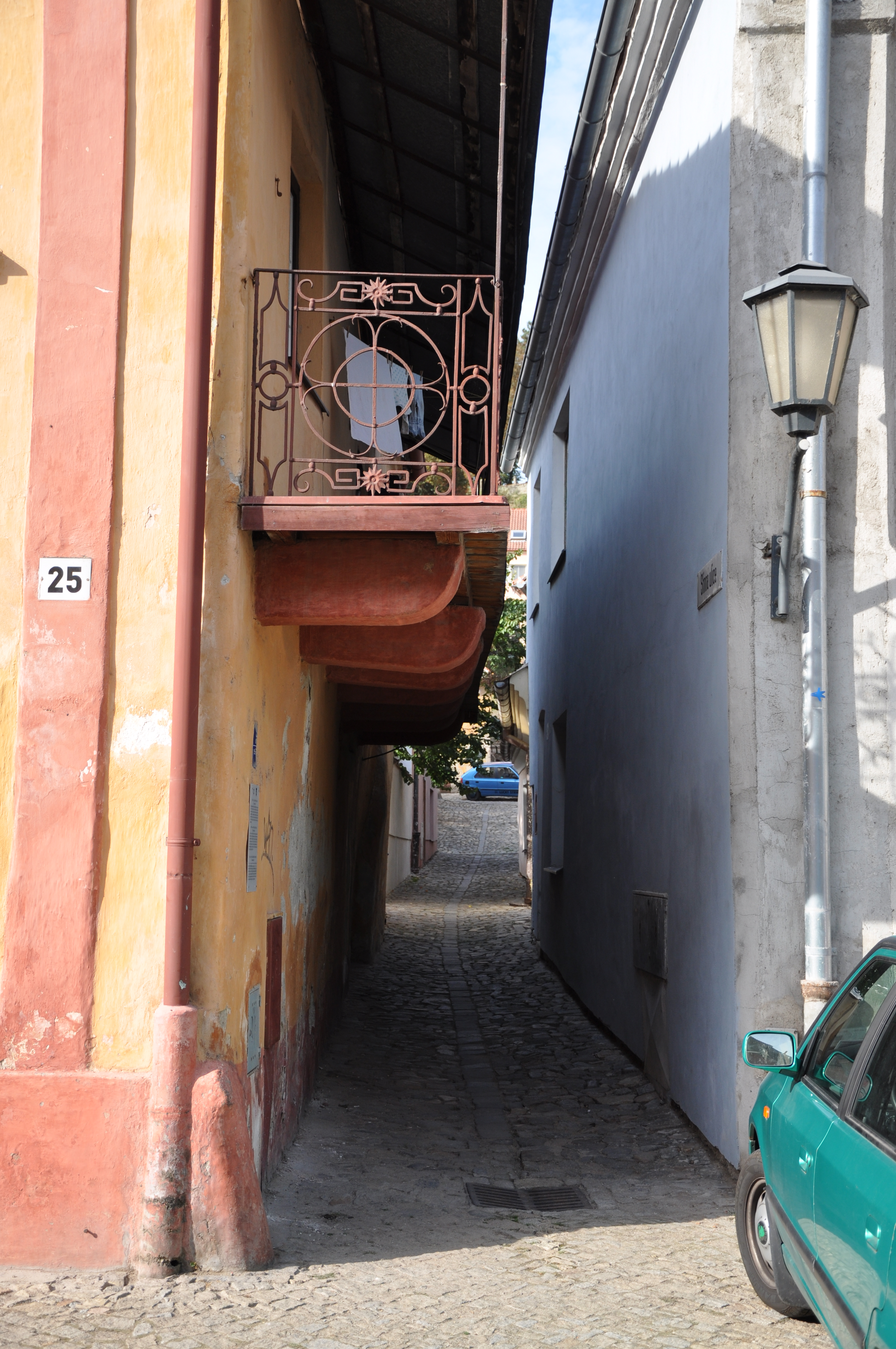
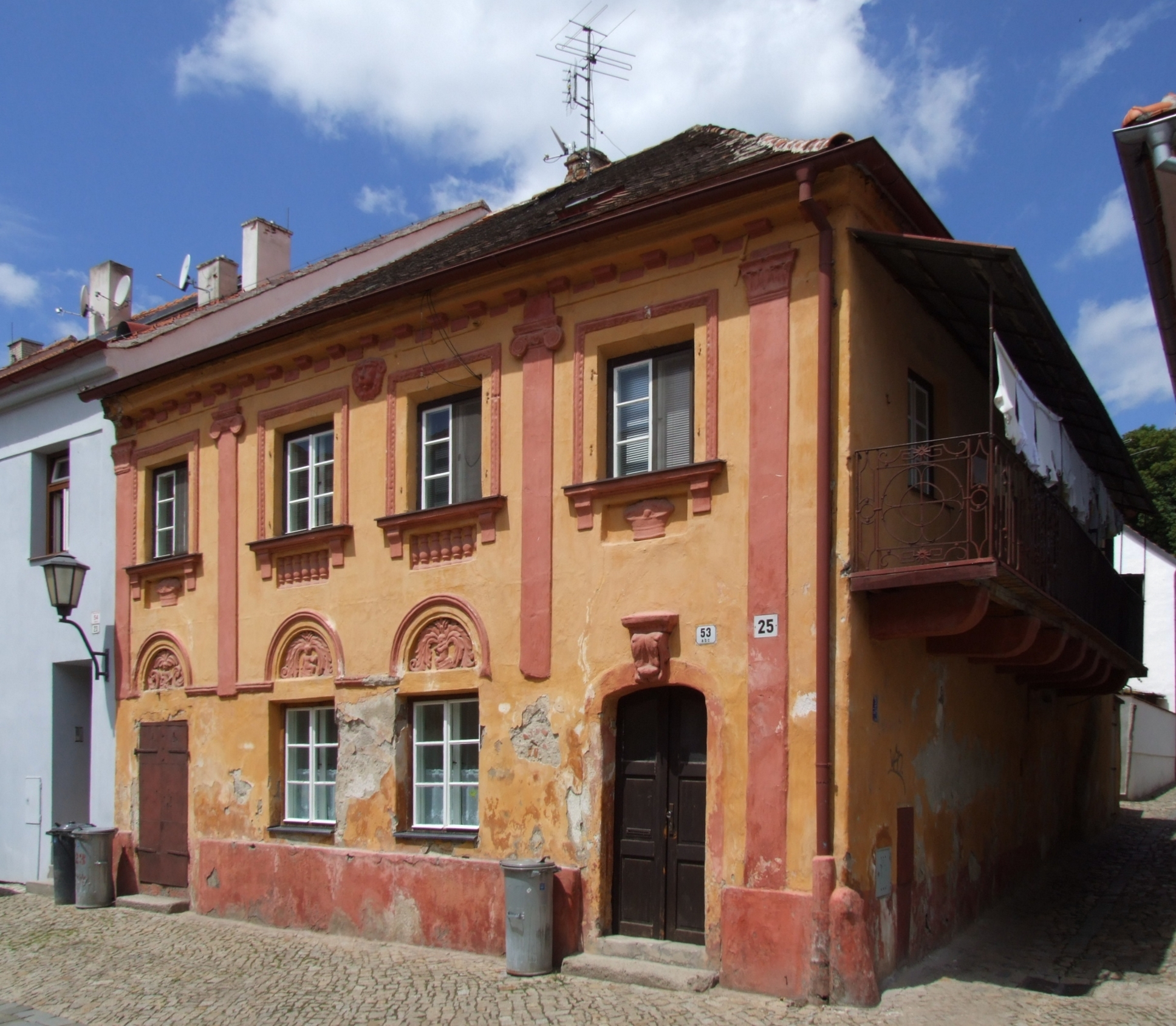